# Małe krople
Małe krople – singel polskiego trapera Young Igiego, promujący album studyjny, zatytułowany Notatki z marginesu. Singel został wydany 5 sierpnia 2021. Utwór napisali i skomponowali Igor Ośmiałowski i Adam Wiśniewski, który również odpowiada za produkcję utworu.
Nagranie otrzymało w Polsce status platynowej płyty.

## Geneza utworu i historia wydania
Piosenka została napisana i skomponowana przez Igora Ośmiałowskiego i Adama Wiśniewskiego, który również odpowiada za produkcję utworu.
Singel ukazał się w formacie digital download 31 sierpnia 2022 w Polsce za pośrednictwem wytwórni płytowej Def Jam Recordings w dystrybucji Universal Music Polska. Kompozycja została umieszczona na trzecim albumie studyjnym Young Igiego – Notatki z marginesu.

## Teledysk
Do utworu powstał teledysk, który udostępniono 1 września 2022 za pośrednictwem serwisu YouTube.

## Lista utworów
- Digital download[3]

1. „Małe krople” – 2:44

## Certyfikaty
| Kraj          | Certyfikat      |
| ------------- | --------------- |
| Polska (ZPAV) | platynowa płyta |